# Toporje
Toporje (nemško Töpriach) je naselje v Občini Teholica v Okraju Celovec-dežela na Koroškem v Avstriji.